# Junior Firpo
Héctor Junior Firpo Adamés, mais conhecido como Junior Firpo (Santo Domingo, 22 de agosto de 1996), é um futebolista hispano-dominicano que atua como lateral-esquerdo. Atualmente joga no Betis.

## Carreira

### Betis
Junior Firpo começou a carreira no Betis, em 2015.

### Barcelona
No dia 4 de agosto de 2019, foi anunciado como reforço do Barcelona por 18 milhões de euros mais 12 milhões em variáveis, um negócio total de 30 milhões de euros (cerca de R$ 130 milhões de reais). O jogador assinou com o clube catalão por cinco temporadas, com uma cláusula de rescisão de 200 milhões de euros (865 milhões de reais). Estreou pelo Barça no dia 24 de agosto de 2019, contra o Betis, seu ex-clube, em uma partida válida pela 2° rodada do Campeonato Espanhol. Firpo saiu do banco de reservas, entrou aos 35 minutos do segundo tempo e o Barcelona venceu por 5 a 2.

### Leeds United
No dia 6 de Julho de 2021, foi oficializada sua venda para o Leeds United. O Barcelona divulgou que recebeu o valor de 15 milhões de euros (R$ 90,7 milhões, na cotação da época), e terá direito a 20% do valor de uma venda futura do atleta.

### Retorno ao Betis
Após seis anos, no dia 7 de julho de 2025, o Betis anunciou o retorno de Junior Firpo. O lateral assinou com o clube da Andaluzia contrato até junho de 2028.

## Títulos
Barcelona
- Copa do Rei: 2020–21

Leeds United
- EFL Championship: 2024–25

Espanha Sub-21
- Campeonato Europeu Sub-21: 2019